# Världsmästerskapet i handboll för herrar 1938
Världsmästerskapet i handboll för herrar 1938 spelades i Deutschlandhalle i Berlin i Tyskland under perioden 5–6 februari 1938. Endast fyra nationer var inbjudna att delta i turneringen som var det första världsmästerskapet i handboll inomhus. Den första internationella turneringen skedde två år tidigare, även den gången i Tyskland, vid OS 1936 i Berlin.
Lagen mötte varandra i ett gruppspel där alla mötte alla i enkelmöten. Tyskland vann turneringen efter tre raka segrar, före Österrike och Sverige.

## Resultat
| Nr | Lag       | S | V | O | F | GM | IM | MS  | P |
| -- | --------- | - | - | - | - | -- | -- | --- | - |
| 1  | Tyskland  | 3 | 3 | 0 | 0 | 23 | 9  | +14 | 6 |
| 2  | Österrike | 3 | 2 | 0 | 1 | 16 | 11 | +5  | 4 |
| 3  | Sverige   | 3 | 1 | 0 | 2 | 8  | 13 | −5  | 2 |
| 4  | Danmark   | 3 | 0 | 0 | 3 | 6  | 20 | −14 | 0 |

| Hemmalag \ bortalag | Danmark | Sverige | Tyskland | Österrike |
| Danmark             | —       | —       | —        | —         |
| Sverige             | 2–1     | —       | —        | —         |
| Tyskland            | 11–3    | 7–2     | —        | 5–4       |
| Österrike           | 7–2     | 5–4     | —        | —         |

## Spelartrupper

### Sverige
Källa: 
- Allan Rollander, mv (Stockholms-Flottans IF)
- Åke Kallerdahl, mv (Flottans IF Karlskrona)
- Åke Forslund (Majornas IK)
- Roland Nilsson (Redbergslids IK)
- Torsten Almsenius (Redbergslids IK)
- Gustaf-Adolf Thorén (Majornas IK)
- Stig Hjortsberg (Majornas IK)
- Sture Hultberg (Flottans IF Karlskrona)
- Sven Åblad (Redbergslids IK)
- Tage Sjöberg (Redbergslids IK)
- Yngve Lamberg (Redbergslids IK)
- Erik Floberg (Stockholmsflottans IF)
- Sigfrid Schönning (Djurgårdens IF)
- Ivan Nilsson (IK Göta)

- Förbundskapten: Herbert Johansson